# Smaltjärnen (Ljusnarsbergs socken, Västmanland, 665324-145300)
Smaltjärnen är en sjö i Ljusnarsbergs kommun i Västmanland och ingår i Norrströms huvudavrinningsområde.